# Flora Miranda
Flora Miranda (eigentlich Flora Miranda Seierl) (* 1990 in Salzburg) ist eine österreichische Modedesignerin. Flora Miranda lebt und arbeitet in der belgischen Hafenstadt Antwerpen,.

## Leben
Flora Miranda, schon seit Schulzeiten an Mode und Kunst interessiert, studierte nach der Matura an der renommierten Koninklijke Academie voor Schone Kunsten van Antwerpen Modedesign. Während ihres Studiums gewann sie 2013 für die Schuhe ihrer Kollektion Hi!How?Good! den Cocodrillo Shoe Award. Sie gehörte außerdem zu den 63 Mode-Studentinnen, die Chefdesigner Raf Simons in die Haute-Couture-Show von Christian Dior 2014 in Paris einlud. Nach dem Abschluss des Studiums mit einem Master arbeitete sie 2014 zunächst für die niederländische Designerin Iris Van Herpen, bevor sie ihr eigenes Label Flora Miranda gründete. 2016 wurde sie mit dem mit 10.000 Euro dotierten Outstanding Artist Award ausgezeichnet. Die Designerin entwirft überwiegend Haute Couture Mode, wobei sie 2017 auch die Ready-To-Wear-Linie ITpieces gründete. Seit 2018 präsentiert sie ihre Kollektionen zweimal jährlich auf der Paris Haute Couture Week. Der Wunsch für die Bühne zu entwerfen wurde mit der 2017/18 gestarteten Kooperation mit der Oper Köln und dem Ballett-Choreografen Richard Siegal erfüllt. Die 2017 durch den Erhalt des Rado Star Prize ins Leben gerufene Kooperation mit der Schweizer Uhrenfirma Rado brachte Flora Miranda mit der 2019 auf den Markt gebrachten Uhr in die nationalen und internationalen Medien.

## Stil
In der Presse wird Flora Mirandas Arbeit mehrfach als futuristisch, interdisziplinär und experimentell bezeichnet. Die Hauptkomponente vieler Kollektionen ist dabei Silikon, die Designerin verwendet das Material in verschiedener Weise, etwa auch um Fäden damit zu umspinnen. Neben neuer Techniken mit Silikon, entwickelt Flora Miranda auch im Technologie-Bereich neue Methoden um Kleider zu designen. Sie arbeitet aktiv mit künstlicher Intelligenz, 3D-Scan und Algorithmen, um Mode zu designen.

### Mode und Technologie
2015 beschäftigte sich Flora Miranda in ihrer Kollektion 2015 erstmals mit Gedanken, dass das Internet das Individuum von Kontrolle befreit und dass der Cyberspace ein Ort der individuellen Entfaltung ist. Die Kollektion markiert den Anfang einer Forschung, die die Designerin seitdem verfolgt. Mit „Pneuma“ debütierte Flora Miranda im Jänner 2018 auf der Paris Haute Couture Week. Bei dieser Show inszenierte die Designerin erstmals eine Performance statt eines klassischen Laufstegs, was bis heute ihr Markenzeichen ist. Für die Designs ihrer Kollektion Frühling/Winter 2018 ließ die Designerin antike Kleider in Museen 3D-scannen und kreierte aus den Daten mithilfe eines Algorithmus einen eigenen digitalen Entwurf, den sie schließlich mit silikonüberzogenen Fäden händisch anfertigte. Auch die Kollektion LaLaLand entstand nach computergestütztem Entwurf, während Cyber Crack (entstanden und präsentiert in Kooperation mit Esther Stocker und Alec Empire) den Einfluss von IT-Konzernen auf das persönliche Leben thematisiert.

## Kollektionen
Die Kollektionen von Flora Miranda werden seit 2014 auf internationalen Modeschauen präsentiert:
- Sidereal_Immatereal_Ethereal – Oktober 2015, Los Angeles Fashion Week / November 2015, Serbia Fashion Week
- Press Reset – März 2016, Vancouver Fashion Week / April 2016, Take Festival Vienna
- Pneuma – Jänner 2018, Paris Haute Couture Week
- Ready to die – Juli 2018, Paris Haute Couture Week
- Deep Web – Jänner 2019, Paris Haute Couture Week[11]
- Lalaland – Juli 2019, Paris Haute Couture Week
- Cyber Crack – Jänner 2020, Paris Haute Couture Week

## Auszeichnungen und Preise
- 2013: Cocodrillo Show Award (Belgien)[2]
- 2015: Mittelmoda Award for Technology (Italien)
- 2016: Outstanding Artist Award in der Kategorie Experimentelles Modedesign (Österreich)[12]
- 2016: Finalistin bei ITS (Italien)
- 2017: Rado Star Prize (Österreich)[7]
- 2017: Gewinnerin der Forecast Plattorm Berlin (Deutschland)
- 2017: Finalistin beim CrazyTake-Festival mit Modepreis-Verleihung eröffnet Shoe Award (Österreich)
- 2018: Kunst- und Handwerkspreis Hamburg (Deutschland)
- 2019: Good Design Award (USA)

## Ausstellungen
- 2023: (Con)temporary Fashion Showcase: Flora Miranda. Museum für angewandte Kunst (Wien)[13]